# شروزبری (ماساچوست)
شروزبری، ماساچوست
شروزبری (به انگلیسی: Shrewsbury) شهرکی در شهرستان ورچستر ایالت ماساچوست می‌باشد که در سال ۱۷۲۷ بنیان‌گذاری شده‌است. این شهرک در سرشماری سال ۲۰۱۰ میلادی، ۳۵٬۶۰۸ نفر جمعیت داشته‌است.